# 伊豆田猛
伊豆田 猛（いずた たけし、1960年 - ） は、日本の環境学者。東京農工大学教授、大気環境学会会長。

## 人物・経歴
神奈川県横浜市出身。神奈川県立希望ケ丘高等学校を経て、1984年東京農工大学農学部環境保護学科卒業。1986年東京農工大学大学院農学研究科環境保護学専攻修了、農学修士。1989年東京農工大学大学院連合農学研究科資源・環境学専攻修了、農学博士、東京農工大学助手。1990年国立環境研究所客員研究員。1996年文部省在外研究員（ノルトライン・ヴェストファーレン州環境局大気汚染研究所）。1997年東京農工大学助教授。2000年埼玉県環境科学国際センター客員研究員。2001年環境省越境大気汚染・酸性雨対策検討会委員。2003年林野庁森林吸収量報告・検証体制緊急整備対策事業森林衰退状況調査分科会委員。2007年東京農工大学教授。2009年環境省オゾン等の植物影響評価ワーキンググループ委員。2020年大気環境学会会長。2022年環境省光化学オキシダント植物影響評価検討会座長。

## 著作
- 『植物と環境ストレス』コロナ社 2006年
- "Air pollution impacts on plants in East Asia" Springer 2017年
- 『大気環境と植物』朝倉書店 2020年

## 受賞
- 2001年 大気環境学会進歩賞[4]
- 2004年 Outstanding Contribution Award of The 6th International Symposium on Plant Response to Air Pollution and Global Changes[4]
- 2010年 13th Asia Pacific Confederation of Chemical Engineering Congress[4]
- 2015年 大気環境学会学術賞[4]
- 2017年 Outstanding Contribution Award of IUFRO Tokyo 2017[4]